# La Salle Horta
La Salle d'Horta és un col·legi dels Germans de les Escoles Cristianes de La Salle fundat el 8 de gener de 1912 per uns germans provinents de França a petició del mossèn Joan Icart, rector de la parròquia d'Horta, i Joan Josep Laguarda, bisbe de Barcelona, ubicat al carrer Combinació amb tan sols quatre aules. Rápidament, es traslladà al carrer Chapí 74 de Barcelona en un nou espai on el centre era conegut per Col·legi Sant Joaquim.

## Història
Els anys de la Guerra Civil l'activitat queda interrompuda, quedant fins i tot, un germà mort. El 1961 el Germà Saturnino Salor, amb la col·laboració d'un grup d'antics alumnes, proposen a La Salle l'adquisició d'un nou emplaçament situat al carrer Hedilla número 67, al districte de la ciutat de Barcelona d'Horta-Guinardó, on es troba actualment. L'any 1963 s'inicia el curs escolar amb el nivells d'ingrés i de primer i segon curs de batxillerat.
El 2001, davant la necessitat de tenir un parvulari, i en no disposar de l'espai per a aquestes aules, es lloguen uns locals a la plaça Karl Marx, on les Germanes Hospitalàries de la Santa Creu havien tingut una escola. L'any 2012, celebra el seu centenari, on hi participaren entre d'altres l'Arquebisbe de Barcelona, Lluís Martínez i Sistach, i la Consellera d'Educació de la Generalitat de Catalunya, Irene Rigau. El 2012 també va complir 50 anys d'activitat esportiva a l'escola.